# Skilanglauf-Australia/New-Zealand-Cup 2022
Der Skilanglauf-Australia/New-Zealand-Cup 2022 war eine von der FIS organisierte Wettkampfserie, die zum Unterbau des Skilanglauf-Weltcups 2022/23 gehörte. Sie begann am 30. Juli 2022 in Falls Creek und endete am 27. August 2022 ebenfalls dort. Die Gesamtwertung bei den Männern gewann Seve de Campo und bei den Frauen Katerina Paul.

## Männer

### Resultate
| 1. Australia/New-Zealand-Cup in Falls Creek, 30. und 31. Juli 2022 | 1. Australia/New-Zealand-Cup in Falls Creek, 30. und 31. Juli 2022 | 1. Australia/New-Zealand-Cup in Falls Creek, 30. und 31. Juli 2022 | 1. Australia/New-Zealand-Cup in Falls Creek, 30. und 31. Juli 2022 | 1. Australia/New-Zealand-Cup in Falls Creek, 30. und 31. Juli 2022 |
| ------------------------------------------------------------------ | ------------------------------------------------------------------ | ------------------------------------------------------------------ | ------------------------------------------------------------------ | ------------------------------------------------------------------ |
| Datum                                                              | Disziplin                                                          | Erster Platz                                                       | Zweiter Platz                                                      | Dritter Platz                                                      |
| 30. Juli 2022                                                      | Sprint klassisch                                                   | Lars Young Vik                                                     | Seve de Campo                                                      | Phillip Bellingham                                                 |
| 31. Juli 2022                                                      | 15 km Freistil                                                     | Phillip Bellingham                                                 | Seve de Campo                                                      | Lars Young Vik                                                     |

| 2. Australia/New-Zealand-Cup in Perisher Valley, 20. und 21. August 2022 | 2. Australia/New-Zealand-Cup in Perisher Valley, 20. und 21. August 2022 | 2. Australia/New-Zealand-Cup in Perisher Valley, 20. und 21. August 2022 | 2. Australia/New-Zealand-Cup in Perisher Valley, 20. und 21. August 2022 | 2. Australia/New-Zealand-Cup in Perisher Valley, 20. und 21. August 2022 |
| ------------------------------------------------------------------------ | ------------------------------------------------------------------------ | ------------------------------------------------------------------------ | ------------------------------------------------------------------------ | ------------------------------------------------------------------------ |
| Datum                                                                    | Disziplin                                                                | Erster Platz                                                             | Zweiter Platz                                                            | Dritter Platz                                                            |
| 20. August 2022                                                          | Sprint Freistil                                                          | Lars Young Vik                                                           | Seve de Campo                                                            | Fedele de Campo                                                          |
| 21. August 2022                                                          | 10 km klassisch                                                          | Seve de Campo                                                            | Peter Wolter                                                             | Bentley Walker-Broose                                                    |

| 3. Australia/New-Zealand-Cup und Kangaroo Hoppet in Falls Creek, 27. August 2022 | 3. Australia/New-Zealand-Cup und Kangaroo Hoppet in Falls Creek, 27. August 2022 | 3. Australia/New-Zealand-Cup und Kangaroo Hoppet in Falls Creek, 27. August 2022 | 3. Australia/New-Zealand-Cup und Kangaroo Hoppet in Falls Creek, 27. August 2022 | 3. Australia/New-Zealand-Cup und Kangaroo Hoppet in Falls Creek, 27. August 2022 |
| -------------------------------------------------------------------------------- | -------------------------------------------------------------------------------- | -------------------------------------------------------------------------------- | -------------------------------------------------------------------------------- | -------------------------------------------------------------------------------- |
| Datum                                                                            | Disziplin                                                                        | Erster Platz                                                                     | Zweiter Platz                                                                    | Dritter Platz                                                                    |
| 27. August 2022                                                                  | 42 km Freistil Massenstart                                                       | Peter Wolter                                                                     | Campbell Wright                                                                  | Lars Young Vik                                                                   |

### Gesamtwertung Männer
| Endstand (Top 10) |                       |        |
| \| Rang \| Name \| Punkte \| \| ---- \| --------------------- \| ------ \| \| 1. \| Seve de Campo \| 385 \| \| 2. \| Lars Young Vik \| 370 \| \| 3. \| Bentley Walker-Broose \| 237 \| \| 4. \| Peter Wolter \| 225 \| \| 5. \| Phillip Bellingham \| 200 \| \| 6. \| Fedele de Campo \| 192 \| \| 7. \| Jake Adicoff \| 126 \| \| 8. \| Lauri Brändli \| 121 \| \| 9. \| John Mordes \| 116 \| \| 10. \| Noah Bradford \| 113 \| |                       |        |
| Rang | Name                  | Punkte |
| 1. | Seve de Campo         | 385    |
| 2. | Lars Young Vik        | 370    |
| 3. | Bentley Walker-Broose | 237    |
| 4. | Peter Wolter          | 225    |
| 5. | Phillip Bellingham    | 200    |
| 6. | Fedele de Campo       | 192    |
| 7. | Jake Adicoff          | 126    |
| 8. | Lauri Brändli         | 121    |
| 9. | John Mordes           | 116    |
| 10. | Noah Bradford         | 113    |

## Frauen

### Resultate
| 1. Australia/New-Zealand-Cup in Falls Creek, 30. und 31. Juli 2022 | 1. Australia/New-Zealand-Cup in Falls Creek, 30. und 31. Juli 2022 | 1. Australia/New-Zealand-Cup in Falls Creek, 30. und 31. Juli 2022 | 1. Australia/New-Zealand-Cup in Falls Creek, 30. und 31. Juli 2022 | 1. Australia/New-Zealand-Cup in Falls Creek, 30. und 31. Juli 2022 |
| ------------------------------------------------------------------ | ------------------------------------------------------------------ | ------------------------------------------------------------------ | ------------------------------------------------------------------ | ------------------------------------------------------------------ |
| Datum                                                              | Disziplin                                                          | Erster Platz                                                       | Zweiter Platz                                                      | Dritter Platz                                                      |
| 30. Juli 2022                                                      | Sprint klassisch                                                   | Katerina Paul                                                      | Ella Jackson                                                       | Phoebe Cridland                                                    |
| 31. Juli 2022                                                      | 10 km Freistil                                                     | Zana Evans                                                         | Katerina Paul                                                      | Phoebe Cridland                                                    |

| 2. Australia/New-Zealand-Cup in Perisher Valley, 20. und 21. August 2022 | 2. Australia/New-Zealand-Cup in Perisher Valley, 20. und 21. August 2022 | 2. Australia/New-Zealand-Cup in Perisher Valley, 20. und 21. August 2022 | 2. Australia/New-Zealand-Cup in Perisher Valley, 20. und 21. August 2022 | 2. Australia/New-Zealand-Cup in Perisher Valley, 20. und 21. August 2022 |
| ------------------------------------------------------------------------ | ------------------------------------------------------------------------ | ------------------------------------------------------------------------ | ------------------------------------------------------------------------ | ------------------------------------------------------------------------ |
| Datum                                                                    | Disziplin                                                                | Erster Platz                                                             | Zweiter Platz                                                            | Dritter Platz                                                            |
| 20. August 2022                                                          | Sprint Freistil                                                          | Katerina Paul                                                            | Zana Evans                                                               | Phoebe Cridland                                                          |
| 21. August 2022                                                          | 5 km klassisch                                                           | Phoebe Cridland                                                          | Zana Evans                                                               | Katerina Paul                                                            |

| 3. Australia/New-Zealand-Cup und Kangaroo Hoppet in Falls Creek, 27. August 2022 | 3. Australia/New-Zealand-Cup und Kangaroo Hoppet in Falls Creek, 27. August 2022 | 3. Australia/New-Zealand-Cup und Kangaroo Hoppet in Falls Creek, 27. August 2022 | 3. Australia/New-Zealand-Cup und Kangaroo Hoppet in Falls Creek, 27. August 2022 | 3. Australia/New-Zealand-Cup und Kangaroo Hoppet in Falls Creek, 27. August 2022 |
| -------------------------------------------------------------------------------- | -------------------------------------------------------------------------------- | -------------------------------------------------------------------------------- | -------------------------------------------------------------------------------- | -------------------------------------------------------------------------------- |
| Datum                                                                            | Disziplin                                                                        | Erster Platz                                                                     | Zweiter Platz                                                                    | Dritter Platz                                                                    |
| 27. August 2022                                                                  | 42 km Freistil Massenstart                                                       | Jessie Diggins                                                                   | Julia Kern                                                                       | Casey Wright                                                                     |

### Gesamtwertung Frauen
| Endstand (Top 10) |                         |        |
| \| Rang \| Name \| Punkte \| \| ---- \| ----------------------- \| ------ \| \| 1. \| Katerina Paul \| 390 \| \| 2. \| Phoebe Cridland \| 280 \| \| 3. \| Zana Evans \| 260 \| \| 4. \| Sarah Slattery \| 225 \| \| 5. \| Hannah Price \| 197 \| \| 6. \| Maddie Hooker \| 195 \| \| 7. \| Heli Laajoki \| 144 \| \| 8. \| Charlotte Walker-Broose \| 122 \| \| 9. \| Ella Jackson \| 116 \| \| 10. \| Anna Trnka \| 104 \| |                         |        |
| Rang | Name                    | Punkte |
| 1. | Katerina Paul           | 390    |
| 2. | Phoebe Cridland         | 280    |
| 3. | Zana Evans              | 260    |
| 4. | Sarah Slattery          | 225    |
| 5. | Hannah Price            | 197    |
| 6. | Maddie Hooker           | 195    |
| 7. | Heli Laajoki            | 144    |
| 8. | Charlotte Walker-Broose | 122    |
| 9. | Ella Jackson            | 116    |
| 10. | Anna Trnka              | 104    |